# 冉尼塔·克雷普斯
克拉克·冉尼塔·莫里斯·克雷普斯（英語：Clara Juanita Morris Kreps，1921年1月11日—2010年7月5日），是美国政府的女性官员，曾担任美国商务部部长。